# Hozzám jössz, haver?
A Hozzám jössz, haver? (eredeti cím: Épouse-moi mon pote) 2017-ben bemutatott francia filmvígjáték, melynek elsőfilmes rendezője és főszereplője Tarek Boudali. További fontosabb szerepben Philippe Lacheau látható.
2017. október 25-én került a francia mozikba. Magyarországon 2018. december 20-án mutatták be a Big Bang Media forgalmazásában.

## Cselekmény
Hogy illegális bevándorlóként elkerülje a kitoloncolást, Yassine megkéri legjobb barátja, Fred kezét.

## Szereplők
| Szerep       | Színész           | Magyar hang       |
| ------------ | ----------------- | ----------------- |
| Yassine      | Tarek Boudali     | Haumann Máté      |
| Fred         | Philippe Lacheau  | Fenyő Iván        |
| Lisa         | Charlotte Gabris  | Dobó Enikő        |
| Claire       | Andy Raconte      | Trokán Nóra       |
| Stan         | David Marsais     | Magyar Bálint     |
| Ima          | Baya Belal        | Rátonyi Hajni     |
| Dussart      | Philippe Duquesne | Csankó Zoltán     |
| Daoud        | Doudou Masta      | Galambos Péter    |
| Sana         | Nadia Kounda      | Laudon Andrea     |
| vak férfi    | Julien Arruti     | Karácsonyi Zoltán |
| Yassine apja | Zinedine Soualem  | Rosta Sándor      |
| polgármester | Yves Pignot       | Cs. Németh Lajos  |
| befektető    | Ramzy Bedia       | Schneider Zoltán  |

## Fordítás
- Ez a szócikk részben vagy egészben  az   Épouse-moi mon pote című angol Wikipédia-szócikk fordításán alapul.  Az eredeti cikk szerkesztőit annak laptörténete sorolja fel. Ez a jelzés csupán a megfogalmazás eredetét és a szerzői jogokat jelzi, nem szolgál a cikkben szereplő információk forrásmegjelöléseként.